# Ходак Володимир Леонідович
Ходак Володимир Леонідович (Khodak Volodymyr. 11 липня 1978, Вінниця) — український художник, що зосередив свою діяльність на лендарті та муралах. Голова ГО «Ліга розвитку мистецтва». Живе і працює у м. Вінниця, Україна.

## Біографія

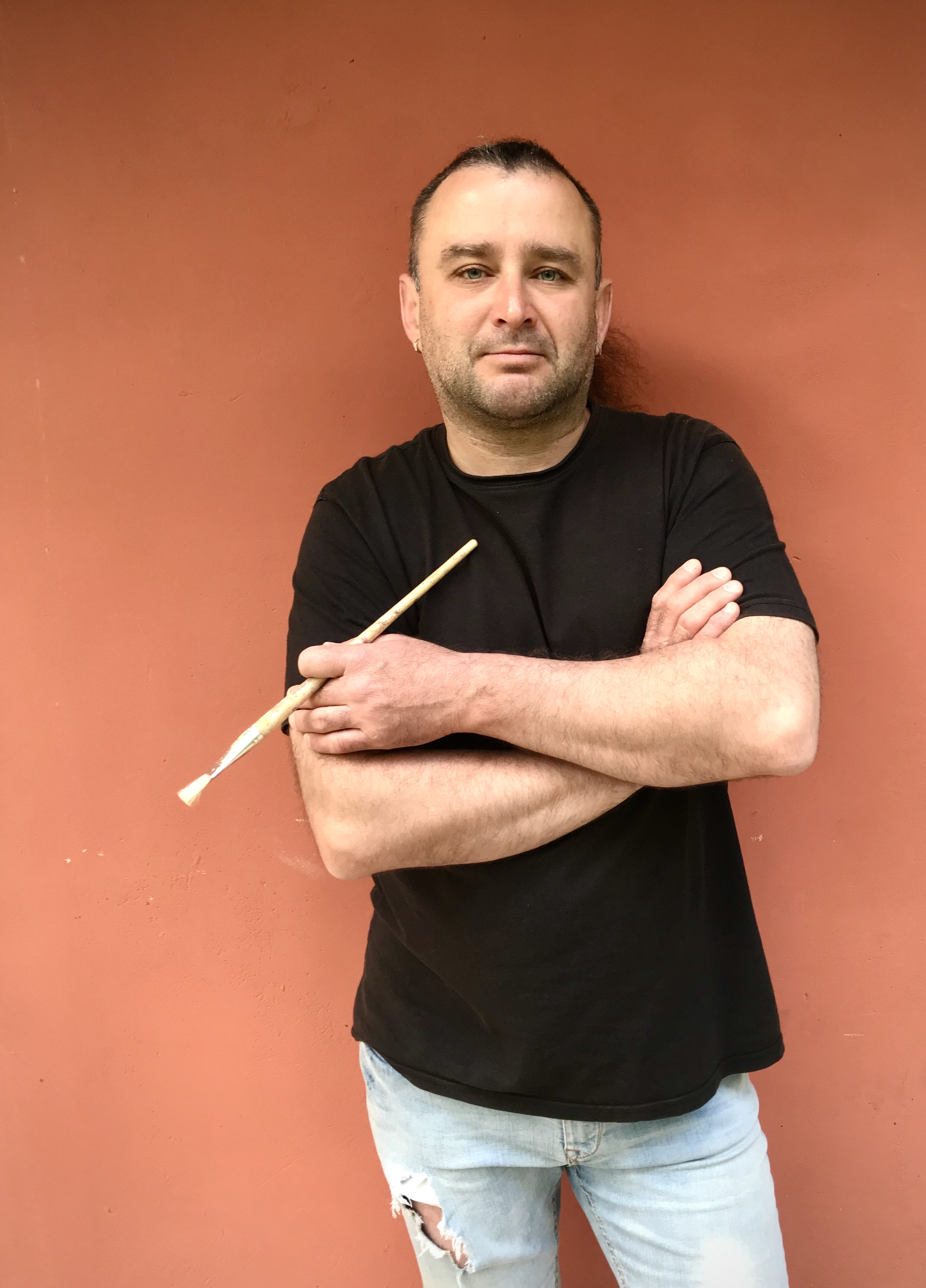
Художник Володимир Ходак

Народився 11 липня 1978 року в м. Вінниця. Мати Марія — продавщиня в магазині, батько Леонід — працівник будівництва. Закінчив загальноосвітню школу № 25 в м. Вінниця в 1995 році. Далі навчався в будівельному технікумі, де в 1998 році отримав спеціальність «технік-будівельник». У 1998 році почав навчання в вечірній студії для дорослих при Вінницькій дитячій художній школі. Закінчив студію у 2003 році. 2005—2011 роки — навчався в Київському інституті декоративно-прикладного мистецтва ім. М. Бойчука за спеціальністю «Образотворче та декоративно-прикладне мистецтво» та здобув кваліфікацію художника декоративно-прикладного мистецтва. У 2006 році одружився з Оленою Козловою, 1983 р.н. Має трьох дітей: Ходак Ян (2011 р.н.), Ходак Мілана (2017 р.н.), Ходак Енея (2021 р.н.).
Разом з дружиною у 2008 році заснував ГО «Ліга розвитку мистецтва», де став головою організації, а дружина заступником голови організації. Разом у 2008 році втілили проєкт «Митці проти корупції» в м. Вінниця.
У 2019 році разом з дружиною Оленою створив студію художнього розпису DecArt, що займалась художнім розписом стін комерційних приміщень. Студія існувала до 2022 року, і отримала нове дихання в 2023 році під новою назвою «Студія стінопису Володимира Ходака».
У 2022 році з початком повномасштабної війни в Україні виїхав з родиною у Литву, де перебував до грудня 2022 року. В Литві співпрацював з художником Česlovas Lukenskas, який мав великий вплив на подальше становлення творчої діяльності. Разом з Чеславом провів у Литві художній україно-литовський пленер «Різні, але єдині», що об'єднав литовських та українських митців. Також у Литві Володимир став учасником програми Erasmus for Young Entrepreneurs за наставництва Česlovas Lukenskas.
У грудні 2022 року Володимир з родиною повернувся до Вінниці, де продовжив працювати як художник у власній майстерні.

## Участь у виставках та фестивалях
Володимир Ходак відкрив свою першу персональну виставку у залі бібліотеки ім. Тімірязева (м. Вінниця) у 2000 році, ще будучи студентом художньої студії.
Наступна виставка відбулась у 2003 році в залі Вінницького медичного університету. Дваоботи з цієї виставки знаходяться в приватних колекціях в Норвегії.
Третя виставка відбулась у 2006 році в Києві, галерея «Сонце».
Також Володимир брав участь у регіональних виставках від Спілки художників України у Києві (2000—2008 роки) та Вінниці (1999—2014 роки).
З 2013 по 2020 роки Володимир разом з його другом художником Олександром Никитюком (ГО «Лабораторія актуальної творчості») проводили зимові ленд-арт фестивалі «Міфогенез». Щороку фестиваль проходив на території колишнього скіфського городища під Немировом, Вінницька область. В фестивалі брали участь митці з України та інших країн. Вони створювали звої проєкти протягом 3 днів, і потім фото робіт представляли на виставці у Вінницькому краєзнавчому музеї.

### Участь у проєктах:
1999 — Участь у Європейському волонтерському проєкті (м. Київ)
2001 — Проєкт «Ініціація», проєкт «На Івана Купала»
2002 — Фестиваль «Андеґраунд», проєкт «На Івана Купала-2»
2003 —  Фестиваль «Версія А2», фестиваль «Графіті»
2004 —  Фестиваль «Вакуум», проєкт «АРТ-Фонтан», участь у міжнародному фестивалі ленд-арту «Шешори»
2005 — Проєкт «Источники Сознания», участь у міжнародному фестивалі «Шешори-2005» з ленд-арт проєктом «Зелений Шар»,
2005 — проєкт «Ніч музеїв»
2006 — Участь у проєкті «Аплікація Духу. Крок 1», участь у фестивалі «Шешори-2006»
2007 — Фестиваль ленд-арту «Весняний вітер» (м. Київ).
2007 — Фестиваль «Шешори». Участь з ленд-арт проєктом «Велике тяжіння до води».
2007 — Молоде мистецтво проти СНІДу (Київ)
2008 — Участь у ленд-арт фестивалі «Весняний вітер» (Київ)
2008 — Участь у фестивалі «Шешори-Подільські» з ленд-арт проєктом «Обмежений простір»
2008 — Організатор і учасник проєкту «Митці проти корупції» (Вінниця)
2009 — Участь у фестивалях «Арт-поле» та «Трипільське коло»
2010 — Участь у фестивалях ленд-арту «Весняний вітер» (Київ) та «Fort mission» (Львів)
2011 — Учасник стріт-арт фестивалю м. Харків та м. Суми.
2005—2013 — Учасник міжнародного зимового ленд-арт фестивалю «Аплікація Духу. Міфогенез» (м. Немирів).
2011 — Учасник фестивалю стріт-арту у м. Вінниця.
2012 — Учасник мистецького проєкту «Експресив», за підтримки Вінницької міської ради.
2012 — Проєкт «Мистецькі вихідні», за підтримки Вінницької міської ради.
2012 — Учасник Всеукраїнського конкурсу у сфері сучасного візуального мистецтва ім. Натана Альтмана. Спеціальний проєкт.
2013 — Фестиваль ленд-арту у м. Запоріжжя о. Хортиця та Сумська обл смт. Миропілля.
2013—2017 — співорганізатор зимового ленд-арт фестивалю «Аплікація Духу. Міфогенез» (м. Немирів).
2015—2017 — Учасник і виконавець у проєкті VinMural (м. Вінниця)
2017 — Мурал у м. Южноукраїнськ (Миколаївська обл.) на запрошення міської влади.
2018 — учасник ленд-арт фестивалю в м. Вільнюс, Литва. Проєкт «Тайна вечеря».
2018 — Створення муралів для фестивалю ‘OperaFest Tulchin" (Вінницька область, м. Тульчин)
2021 — учасник ленд-арт симпозіуму «Могриця. Простір прикордоння» з проєктом «Одкровення» (Сумська область, Україна)
2022 — Створення муралу на тему робіт Марії Приймаченко в місті Neveronis, Литва.
2022 — Співорганізатор та учасник пленеру «Різні, але єдині» в Литві. Проєкт «Новий заповіт»
2022 — Учасних пленеру «Фантазія на воді -2», Литва, Палуша.
2023 — учасник мистецького пленеру в Забужжі (Вінницька область)